# Ernst van Tiel
Ernst van Tiel is een Nederlands dirigent.

## Opleiding
Van Tiel studeerde aanvankelijk slagwerk en piano aan het Utrechts Conservatorium, voordat hij in 1985 met zijn studie orkestdirectie begon bij Lucas Vis, Franco Ferrara en Jean Fournet.

## Activiteiten
In aansluiting op zijn studie dirigeerde Van Tiel de Nederlandse radio-orkesten en was hij assistent-dirigent bij De Nederlandse Opera. In 1990 werd hij chef-dirigent en artistiek leider van het Amsterdams Promenade Orkest. Hij was gastdirigent bij vele orkesten in Nederland en de rest van Europa, onder meer bij het Orchestre de Paris en het orkest van het Teatro Communale di Bologna. Hij was assistent van dirigenten als Christoph von Dohnányi en Valeri Gergiev.
- Bibliothèque nationale de France: cb16150886z (data)
- Gemeinsame Normdatei: 1012795098
- International Standard Name Identifier: 0000 0001 2053 9466
- Library of Congress Control Number: nr91014894
- MusicBrainz: 72795755-f217-4882-b1e9-95abd883634a
- Nationale Bibliotheek van Tsjechië: xx0150305
- Nationale Bibliotheek van Israël: 987007401216805171
- Virtual International Authority File: 306422379